# Soichi Tanaka
Soichi Tanaka (født 27. juni 1989) er en japansk fodboldspiller, som spiller for den japanske fodboldklub Kagoshima United FC.